# Holda Harrich
Holda Harrich (* 26. Oktober 1931 in Klagenfurt) ist eine ehemalige österreichische Politikerin (Grüne). Sie war von 1989 bis 1990 Abgeordnete zum Nationalrat.
Holda Harrich besuchte nach der Pflichtschule die dreijährige Krankenpflegeschule in Wien-Lainz und legte das Diplom für Erwachsenen- und Kinderkrankenpflege ab. Sie war in der Folge zwischen 1953 und 1985 am Landeskrankenhaus Klagenfurt tätig, wurde jedoch 1985 auf Grund von Krankheit vorzeitig pensioniert. Harrich engagierte sich zunächst bei den Vereinten Grünen Österreichs, trat jedoch wegen der von ihr kritisierten Rechtslastigkeit aus der Partei und wechselte zu den Grünen, die sie zwischen dem 10. Jänner 1989 und dem 4. November 1990 im Nationalrat vertrat, nachdem Freda Meissner-Blau, Walter Geyer und Herbert Fux ihr Mandat vorzeitig zurückgelegt hatten.